# 로빈 롤리
로빈 롤리(Robyn Lawley, 1989년 6월 13일 ~ )는 오스트레일리아의 모델이다.